# Salvador Gallardo Cabrera
Salvador Gallardo Cabrera (Tanque de los Huizaches, Aguascalientes, 1963) es filósofo, poeta, ensayista y editor mexicano. Autor, entre otras obras, de Ernst Jünger: la resistencia al presente, La mudanza de los poderes. De la sociedad disciplinaria a la sociedad de control, Sobre la tierra no hay medida -Una morfología de los espacios-, Estado de sobrevuelo, Sublunar y Las máximas políticas del mar. También ha publicado ensayos, artículos, reseñas, traducciones y poemas en revistas y suplementos literarios de México, Brasil, Francia, España, Estados Unidos, Canadá y Rumania. 

## Biografía
Salvador Gallardo Cabrera nació en Tanque de los huizaches, Aguascalientes, en 1963. Es hijo del escritor hidrocálido Salvador Gallardo Topete y nieto del poeta estridentista Salvador Gallardo Dávalos. Estudio Filosofía en la Facultad de Filosofía y Letras (UNAM), en donde actualmente es profesor. Desde 2008 es miembro del seminario de Genómica Crítica en el Instituto de Investigaciones Filosóficas (UNAM). En el año 2020 fue elegido para formar parte del Sistema Nacional de Creadores de Arte en el área de Ensayo, distinción otorgada por la Secretaría de Cultura.

## Obra
Los libros de ensayos de Salvador Gallardo Cabrera son una convergencia entre la filosofía y la poesía. El ensayo La mudanza de los poderes. De la sociedad disciplinaria a la sociedad de control (Aldus, 2011), en palabras de Christopher Domínguez Michael: «nos recuerda que todo está, fatalmente, bajo control», mientras que Roger Bartra ha expresado: «Este libro es un viaje fascinante por el territorio fragmentado y accidentado de unos poderes que se metamorfosean continuamente».  Este libro fue reeditado por la editorial Matadero en el año 2021, de acuerdo con Carlos Herrera de la Fuente su actualidad puede notarse al analizar los últimos suceso durante la pandemia, a través del concepto el virus de control. En esta nueva edición, se incluye un ensayo inédito.
En el ensayo Sobre la tierra no hay medida (Umbral, 2008) nos adentra en una morfología de los espacios, es, como dice José María Espinasa: «un libro extraño, incómodo, pero fascinante». En el libro Las máximas políticas del mar, David Huerta ha indicado sobre el autor: «hila algunas ideas brillantes y escritas también con brillo y voluntad de estilo en torno a los principales problemas políticos».
Como poeta, tiene publicado el libro Estado de sobrevuelo (Bonobos, 2008), del cual Sergio González Rodríguez señaló: «En su rica brevedad se concentran las reflexiones que el poeta y ensayista ha consumado en los últimos tiempos en una tarea expansiva que implica las apropiaciones del lenguaje y sus alcances ante la infinitud del mundo y el transmundo: no aquel que está más allá de la muerte, sino el inmanente de la conjetura y la abstracción, de las imágenes y los desplazamientos metafóricos que lucen tangibles. […] Hay en Estado de sobrevuelo un propósito mayor de figurar, es decir, de traducir en términos plásticos una materia poética informe por su enormidad, sea un viaje a bordo de un automóvil, o el desierto en medio de la nada». Del mismo libro Gabriel Bernal Granados indica: «El movimiento de sus poemas es aquel que establece los ritmos de una ruptura. Ruptura de huesos o ruptura de cristales. Rupturas sonoras y rupturas de sintaxis y sentido, con el afán paradójico de generar sentido». En cuanto a su libro Sublunar (JGH, 1997), Josu Landa ha expresado: «Desde su título, Sublunar, este libro de Salvador Gallardo manifiesta una clara intención de delimitar, alinderar los parajes en que a decir verdad se desenvuelve lo humano. Se antoja un título deliberadamente anticlimático, como si anunciara de entrada todo lo contrario a una épica y también a una genuina lírica».
Es, precisamente, este bordeo constante entre filosofía y poesía, lo que hace que la escritura de Salvador Gallardo Cabrera sea algo más que teorías abstractas y poesía vacía, ambas se mezclan para permitirle al lector las reflexiones que otros filósofos poetas han desencadenado. Los trabajos de Gallardo también rosan con las artes, tales son los trabajos en conjunto con Alberto Castro Leñero y Manuel Marín. Incluso varios de sus ensayos están motivados por las inquietudes en el ámbito de las artes plásticas y la arquitectura, los cuales han sido publicados en la Revista de la Universidad de México. Por ello, José María Espinasa señala:

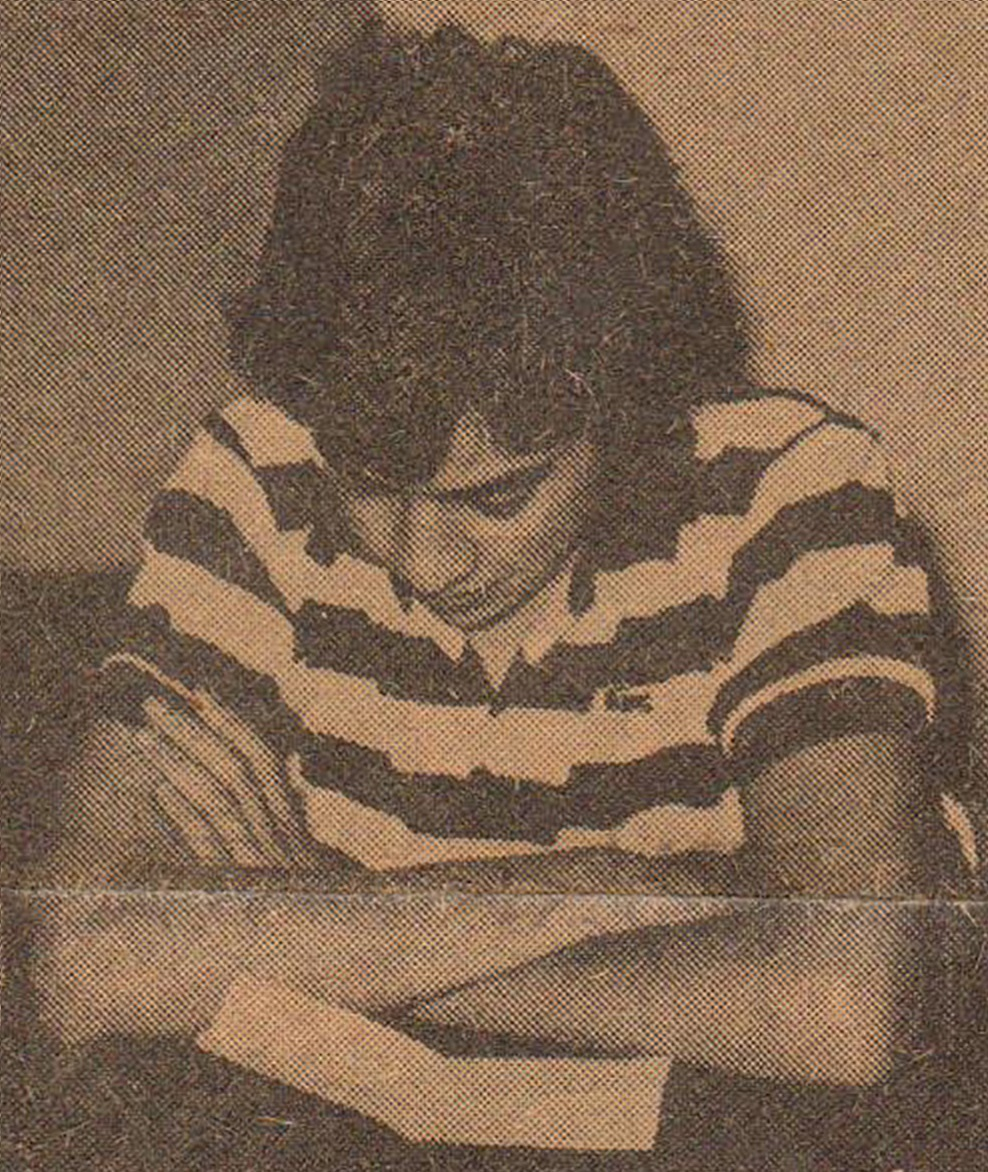
SGC, circa 1981.

Su manera de ensayar permea también su poesía: el texto es un experimento permanente, un asombro «biológico». [...] En una serie de poemas inspirados en Guntber Gerzso, Trazar en el desierto, Gallardo escribe: «saberse armado con el mirar que nunca fija». Más que una manera de armarse en el sentido de llevar armas es una manera de desarmarse tanto en el sentido de bajar las armas como en el de desconstruirse. 
Frente a la belicosidad explícita o implícita de gran parte de la literatura mexicana del siglo XX, el ocaso del periodo anuncia una literatura de caballeros andantes o mejor dicho de guardabosques a lo Jünger, escritor muy presente en su obra, esos solitarios que custodian el sentido y así no sólo lo legitiman, sino que lo crean. No es extraño que Gallardo escriba con cierta recurrencia a términos minerales, geológicos incluso y que Gerzso le inspire algunos poemas, pues no hay que olvidar el aspecto escénico de sus pinturas (y de su trabajo como escenógrafo) y la importancia que el poeta da al espacio. Incluso uno de sus libros más importantes se titula Sobre la tierra no hay medida -una morfología de los espacios. 
La importancia del lugar es para Gallardo el combustible de su escritura. [...] Al proponerse una poética del lugar, Gallardo prolonga los gestos del nómada moderno en las ciudades, tan característico de Baudelaire y de Walter Benjamín. Mirar es caminar. Por eso sus poemas tienen algo de cinematográficos: de desplazamientos visuales en un continuo, no sólo del significante sino del sentido, y de allí también su condición de música atonal, de canto tartamudo. Todo lugar está por lo tanto en construcción, o mejor dicho, pero con el mismo sentido activo, en destrucción. El poema es entonces una manera de pensar, y de forma más extrema toda textualidad es un pensamiento otro. Gallardo se plantea menos la condición genérica, su escritura avanza según la necesidad o el deseo.
Gallardo Cabrera ha publicado en diferentes antologías, y colaborado con ensayos, artículos, reseñas, traducciones y poemas en revistas y suplementos literarios de México, Brasil, Francia, España, Estados Unidos, Canadá y Rumania. Es miembro de los consejos editoriales de las revistas: Sibila (Brasil), Íngrima (México) y Tierra Baldía (Aguascalientes, México). Además ha colaborado con las revistas: Crítica, La Tempestad, Fractal y Taller Igitur.
Gallardo, igualmente, es editor, ha trabajado en la colección de poesía “Última poesía latinoamericana” (Los Caprichos imagen-arte/UAM, 1993). Concepto y producción del Proyecto “Mimesis”, la primera carpeta de electrografía en Iberoamérica (1993). Actualmente es editor de la colección de ensayos “Trayectos y devenires” (Vértice ediciones / INAH). En 2019, realizó la selección poética de la obra de su padre Salvador Gallardo Topete, en el libro Lección de permanencia (Instituto Cultural de Aguascalientes, 2019) e igualmente intervino en el libro póstumo Una nube, dos gaviotas y un espejo de la tarde (Instituto Cultural de Aguascalientes, 2020).
Entre las distinciones que ha recibido se encuentra el Premio Nacional de Poesía Joven, 1983 (INBA), además su libro Estado de sobrevuelo (Bonobos, 2008) fue seleccionado por el periódico Reforma, como el mejor libro de poesía del año. Sobre las obras de Gallardo han escrito importantes críticos, como Roger Bartra, José María Espinasa, Christopher Domínguez, Gabriel Bernal Granados, Lobsang Castañeda, Sergio González Rodríguez, David Huerta, Marc Jiménez Rolland, Josu Landa, Eduardo Milán, Miguel Napoleón Estrada, María Isabel Cabrera Manuel y Andrés Téllez, entre otros.
Salvador Gallardo Cabrera es creador y editor de Plataforma Multimedia Iceberg lugar de encuentro de las artes visuales, sonoras y, por supuesto, literarias.  Durante el año 2020 y 2021, por el aniversario del movimiento estridentista, ha organizado diferentes talleres, eventos y presentaciones. 

## Publicaciones
Libros individuales
- 2023. Ernst Jünger: la resistencia al presente (Ed. Matadero y Universidad Autónoma de Aguascalientes).
- 2021. La mudanza de los poderes. [Nueva edición] (Ed. Matadero).
- 2011. La mudanza de los poderes. De la sociedad disciplinaria a la sociedad de control (Aldus).
- 2008. Sobre la tierra no hay medida. Una morfología de los espacios (Libros del Umbral).
- 2008. Estado de sobrevuelo (Conaculta / Bonobos / FONCA).
- 1998. Las máximas políticas del mar (Colegio Nacional de Ciencias Políticas/Vértice ediciones).
- 1997. Sublunar (JGH Editores).
- 1983. Cadencia y desprendimiento (INBA).

Antologías y libros colectivos
- 2018. "Dos poemas", en Las avenidas del cielo -muestrario poético de Aguascalientes y Guanajuato- (UAA /U. de Guanajuato).
- 2014. Contorno del aire (Conaculta / Instituto Cultural de Aguascalientes).
- 2013. Contorno del fuego (Conaculta / Instituto Cultural de Aguascalientes).
- 2012. Curso Délfico (INBA / Ediciones Sin Nombre).
- 2012. Trazos de lo (in)visible. Los peces de Tamés (Facultad de arquitectura / UNAM).
- 2009. Homenaje a Eduardo Nicol (IIF / UNAM).
- 2008. Del silencio hacia la luz: mapa poético de México. Poetas nacidos en el período 1960-1989, volumen I (Ediciones Zur).
- 2005. Los mejores poemas mexicanos (Editorial Joaquín Mortiz).
- 2004. Dispositivos de la sociedad de control (INAH / Vértice ediciones).
- 1999. 100 años de poesía en Aguascalientes: 50 poetas (Universidad Autónoma de Aguascalientes).

Libros en colaboración con otros artistas
- 2014. Ciclo (Conaculta), de Alberto Castro Leñero y con David Huerta.
- 2011. Poesía Urumex Diseño (UNAM). Con poetas y diseñadores mexicanos y uruguayos.

Ensayos en revistas (selección)
- 2022. "Mixcoac: eje de transfiguración en la poesía de Octavio Paz" en ZonaPaz
- 2022. "El vuelo de los fragmentos" en Salida de Emergencia (mayo).
- 2022. "Urorbe Ciudad Control" en Fractal no. 91.
- 2022. "Lunático observa el desierto de Chihuahua" en la revista La Tempestad.
- 2022. "William Burroughs: ‘feed-back’ desde Urorbe Ciudad Control al Jardín del Edén" en Salida de Emergencia (febrero).
- 2021. "La velocidad Estridentismo" en Fractal, no. 90.
- 2020. "A Estridentopolis desde Urorbe" en La Tempestad, no. 157 (octubre-noviembre).
- 2019. "Michel Serres: topología de una Tierra Nueva" en La Tempestad, no. 147, julio.
- 2019. "Nuevo tratado de pneumática (sobre la Máquina parlante de Samuel Cedillo)", en La Tempestad  no. 145, mayo.
- 2016. “El espacio Artaud” en Revista de la Universidad de México, n.º 152.
- 2016. “Alberto Giacometti: el espacio de desvanecimiento” en Revista de la Universidad de México, n.º 144.
- 2015. “Sergio Mondragón: el reino imantado del poema” en Revista de la Universidad de México, n.º 139.
- 2014. “Efraín Huerta: los hombres del alba” en Revista de la Universidad de México, n.º 126.
- 2014. “Des-instalación Kabakov” en Revista de la Universidad de México, n.º 130.
- 2013. “Paradojas de los mundos (im)posibles” en Fractal, n.º 69 (México: mayo).
- 2013. “De Nervo a Gorostiza. Las mutaciones del agua” en Revista de la Universidad de México, n.º 116
- 2013. “La naturaleza separada de sí misma” en Revista de la Universidad de México, n.º 107.
- 2013. “Gabinete de curiosidades, animales y plantas transgénicos” en Sibila, año. 17 (Brasil: 18 de junio).
- 2012. “La urbe y sus rutas” en Letras libres, n.º 168 (México: diciembre).
- 2012. “Alberto Castro Leñero. Ciclo” en Revista de la Universidad de México, n.º 104.
- 2011. “Paul Virilio: El tiempo del mundo acabado comienza” en La Tempestad, n.º 80, (México: septiembre).
- 2011. “México: Biopolíticas de seguridad”, en Sibila, año. 17 (Brasil: febrero).
- 2010. “William Burroughs: el virus del poder” en Revista de la Universidad de México, n.º 82.
- 2010. “Antony Gormley”, en Sibila (Brasil: 25 de agosto).
- 2008. “La casa de la hermana de Wittgenstein” en Fedro. Revista de Estética y teoría de las Artes de la Universidad de Sevilla (España: septiembre).
- 2008. “Insistencia en la isla desierta” en Crítica. Revista de la Universidad Autónoma de Puebla (México: agosto-septiembre), pp. 14-17.
- 2008. “Días de obsolescencia” en Revista de la Universidad de México, n.º 55.
- 2008. “Cinco cajas para una instalación” en Mandorla. New writing from the Americas (Estados Unidos: noviembre).
- 2007. “La fuga de las formas: la pintura de Ismael Guardado” en Revista de la Universidad de México, n.º 44.
- 2006. “La doble captura: la pintura de Alberto Castro Leñero” en Revista de la Universidad de México, n.º 32.
- 2005. “A diez años de la muerte de Gilles Deleuze” en Revista de la Universidad de México, n.º 21.
- 2004. “Wittgenstein y la arquitectura” en Revista de la Universidad de México, n.º 05.
- 2004. “El tejido de la fenomenología” en Revista de la Universidad de México, n.º 8.
- 1997. “La disputa por la diferencia” en Ciencias (México: octubre-diciembre).
- 1997. “La disputa por la diferencia: acerca de Clavijero, Buffon y la Historia Natural” en Cuadernos Americanos, año 11, vol. 1, n.º 61 (México: enero-febrero), pp. 151-162.
- 1995. “Ernst Jünger: la resistencia al presente” en Revista de la Universidad de México, n.º 536-537.

Poemas en revistas (selección)
- 2024. "Sistema de lugares posibles" en revista Erial (diciembre).
- 2024. "Lagune œil de Lièvre" traduict de l'espagñol (Mexique) par Florence Malfatto.
- 2019. "La inclinación de los días" en Campos de Plumas, abril, 2019: https://camposdeplumas.com/2019/04/27/la-inclinacion-de-los-dias/
- 2015. 8 Poemas en Poetas del Siglo XXI. Antología mundial.
- 2010. 6 Poemas en Poesías-Poemas
- 1991. 2 poemas en “Diez poetas jóvenes de Aguascalientes” en Caravelle, n.º 56, pp. 161-162.
- 2007. “Cinco cajas para una instalación” en Tierra Baldía. Revista de la Universidad de Aguascalientes, n.º 39, pp. 12-14.
- 2010. 6 Poemas en Poetas Poemas.

## Conferencias y entrevistas
Conferencias
- 2021. "A cien años del estridentismo" en Tercer Congreso Nacional de Creadores Literarios. Conferencia Magistral.
- 2016. “El naufragio de los objetos / la pérdida de la imagen” en Universidad de las Artes, Aguascalientes, México.

Conversatorios
- 2016. “Sistemas transitables” en Facultad de Arquitectura, UNAM, Ciudad de México.
- 2015. “Conversatorio: la posibilidad de lo político en el arte contemporáneo” en GASTV.MX (julio).

Entrevistas
- 2019. "Lo visible e invisible", entrevista con Sandra Sánchez, Confabulario, El Universal, 15 de junio de 2019: https://confabulario.eluniversal.com.mx/contaminacion-virilio/
- 2019. "Pueblo es lo que falta, lo que hay que construir", entrevista con Sandra Sánchez, GASTV, Julio, 2019: http://gastv.mx/pueblo-es-lo-que-falta-lo-que-hay-que-construir-por-sandra-sanchez/
- 2012. Entrevista sobre Muerte sin fin de José Gorostiza.
- 2012. Entrevista sobre la Cédula de Identidad en Radio UNAM.
- 2011. Entrevista sobre su libro La mudanza de los poderes por Librerías Gandhi.

## Distinciones
- Premio Nacional de Poesía Joven, 1983 (INBA).
- Estado de sobrevuelo fue el mejor libro de poesía del año 2009, por el periódico Reforma.